# Álvaro Galvis Becerra
Álvaro Galvis Becerra (Floridablanca, Santander, 1970) es un paraciclista y deportista colombiano, campeón mundial de ciclismo paralímpico en el año 2011.
Galvis fue un deportista consumado y campeón en varias modalidades en la década de 1980. En el año 2002 le diagnosticaron un cáncer en etapa avanzada en su pierna izquierda, después de varios intentos por salvarla, esta debió ser amputada debido a un tumor maligno que ya comprometía todo su organismo.

## Historia
Creció en Floridablanca, desde muy pequeño se vinculó a la Liga de Alto Rendimiento de Santander. A los 18 años se mudó a Bogotá, donde inicio su preparación para campeonatos internacionales donde obtuvo sus primeros grandes éxitos.
En el año 2003, después de continuos dolores en su pierna izquierda le diagnosticaron cáncer de huesos. Un condrosarcoma o un tipo de tumor maligno que se forma en las células de los cartílagos del cuerpo. El tumor fue extraído en el año 2004 y después de varias sesiones de radioterapia no hubo mejoría.
Con el dolor aún persistente en la rodilla de su pierna izquierda en febrero del año 2007, le amputaron su extremidad pues el cáncer ya comprometía todo su organismo.

## Logros
En su etapa como deportista discapacitado conquistó innumerables logros que nunca imagino conseguir antes de su invalidez.
En el año 2008 debuta como paralímpico ganando 4 medallas en los II JUEGOS PARALIMPICOS NACIONALES CALI 2008
En el año 2009 clasificó al primer Mundial de Ciclismo Adaptado en Italia y en el año 2010 terminó noveno en el Mundial de Canadá. Ese mismo año obtuvo medallas de oro y bronce en la Eurocopa de Ciclismo Paralímpico en Praga, República Checa.
En el año 2011 consigue el título más destacado de toda su carrera como deportista y el logro más importante del ciclismo paralímpico en Colombia, Galvis obtuvo el primer lugar y medalla de oro en el Campeonato Mundial de Ciclismo Paralímpico en la categoría C2, realizado en Roskilde Dinamarca.
Ese mismo año fue postulado para recibir el premio a Mejor Deportista del Año y en diciembre le fue otorgado ese galardón, que premia a lo mejor del deporte a nivel nacional.

## Actualidad
Actualmente Álvaro Galvis se encuentra incorporado al equipo de alto rendimiento de Las Fuerzas Armadas con el objetivo de representar a Colombia en los Juegos Paralímpicos de 2012 en Londres, además que distribuye su tiempo entre la Fundación Querido Soldado en la cual está vinculado en la rehabilitación de soldados víctimas de las minas antipersona.